# Geschichte Aserbaidschans
|  | Dieser Artikel oder Abschnitt wurde wegen inhaltlicher Mängel auf der Qualitätssicherungsseite der Redaktion Geschichte eingetragen (dort auch Hinweise zur Abarbeitung dieses Wartungsbausteins). Dies geschieht, um die Qualität der Artikel im Themengebiet Geschichte auf ein akzeptables Niveau zu bringen. Dabei werden Artikel gelöscht, die nicht signifikant verbessert werden können. Bitte hilf mit, die Mängel dieses Artikels zu beseitigen, und beteilige dich bitte an der Diskussion! |

Lage Aserbaidschans

Die Geschichte Aserbaidschans umfasst die Entwicklungen auf dem Gebiet der Republik Aserbaidschan von der Urgeschichte bis zur Gegenwart.
Mit der Einbeziehung Aserbaidschans in das Seldschukenreich im 11. Jahrhundert begann die Einwanderung turksprachlicher Nomadengruppen, die sich mit der ortsansässigen Bevölkerung vermischten. Allmählich setzte sich in den folgenden Jahrhunderten in Aserbaidschan die türkische Sprache der Einwanderer gegen die bis dahin gebräuchliche Persisch durch. Aserbeidschan bezeichnete in dieser Zeit vorwiegend die gleichnamige iranische Region, zu der das Gebiet der Republik Aserbeidschan unter dem Namen Arrān ein peripheres Gebiet war. Nach der Einbeziehung in das Mongolenreich dehnte sich die Landesbezeichnung Aserbeidschan auch in den östlichen Teil Transkaukasiens aus, ebenso setzte sich auch dort die türkische Sprache durch.
Zu Beginn des 11. Jahrhunderts wurde die Region allmählich von Wellen von Oghuz-Türken aus Zentralasien überfallen, die zu dieser Zeit einen turkmenischen ethnischen Namen annahmen. Die erste dieser türkischen Dynastien war das Seldschukenreich, das 1067 in Aserbaidschan eindrang.
Nach dem Tod von Timur entstanden in der Region zwei unabhängige und rivalisierende türkische Staaten: Qara Qoyunlu und Aq Qoyunlu. Aq Qoyunlu und Qara Qoyunlu bestanden hauptsächlich aus aserbaidschanischen Turkstämmen und hatten eine konföderierte Zwei-Staaten-Struktur, was ihre lokalen Regierungen stärkte.
Nach dem Zerfall des Reiches der Afscharen unter Nader Schah im Jahr 1747 entstanden auf dem Gebiet der heutigen Republik Aserbaidschan und im iranischen Aserbaidschan Khanate aserbaidschanischer Herkunft.
Die Zeit der Khanate gilt als die Zeit der feudalen Zersplitterung Aserbaidschans. Damit begann das halbe Jahrhundert der Unabhängigkeit Aserbaidschans, wenn auch unter Bedingungen tiefgreifender politischer Zersetzung und Bürgerkriegen.
Nach den russisch-persischen Kriegen von 1804–1813 und 1826–1828 wurden die in Iran herrschenden Kadscharen gezwungen, ihre kaukasischen Gebiete an das Russische Reich abzutreten. Die Verträge von Gulistan 1813 und Turkmenchay 1828 legten die Grenze zwischen dem zaristischen Russland und dem kadscharischen Iran fest.
Aserbaidschan hat ein reiches kulturelles Erbe.  Es hat die Auszeichnung, das erste Land zu sein, das darstellende Künste wie Oper und Theater unter den Ländern beherbergt, in denen Muslime die Mehrheit sind.
Nach mehr als 80 Jahren Zugehörigkeit zum Russischen Reich im Kaukasus wurde 1918 die Demokratische Republik Aserbaidschan gegründet. 1920 wurde Aserbaidschan von sowjetischen Streitkräften besetzt, was zur Gründung der SSR Aserbaidschan führte. Zu Beginn der Sowjetzeit wurde die nationale Identität Aserbaidschans endgültig geschmiedet. Aserbaidschan blieb bis zum Zusammenbruch der Sowjetunion 1991 unter sowjetischer Herrschaft, danach wurde die unabhängige Republik Aserbaidschan ausgerufen. Feindselige Beziehungen zum Nachbarland Armenien und der Bergkarabachkonflikt stehen seit der Unabhängigkeit im Zentrum der aserbaidschanischen Politik.

## Neolithikum
Das Neolithikum, der Übergang zur produzierenden Lebensweise, setzte in Aserbaidschan zu Anfang des 6. Jahrtausends v. Chr. ein, wie Ausgrabungen in Göytepe und Hacı Elamxanlı Tepe, den ältesten Bauerndörfern im Westen des Landes, erwiesen.

## Antike

Karte des Kaukasus (290 v. Chr.)

Aserbaidschan war im 1. Jahrtausend v. Chr. vermutlich Siedlungsgebiet des medischen Stammes der Mager und damit Kernland der Priesterkaste, von deren Name sich der Ausdruck Magier herleitet; möglicherweise stammt auch Zarathustra aus dieser Region. Der erste Staat auf dem Gebiet des heutigen Aserbaidschan war Albania, ein Reich der nomadischen Albani. Der Staat wurde im 4. Jahrhundert vor Christus gegründet und von Plinius, Plutarch und Strabo erwähnt. Das Land wurde 65 v. Chr. durch die römischen Streitkräfte unter Pompeius besetzt und ein Vasall des Römischen Reiches. Nach der Zeitenwende war Albania von den Parthern abhängig. Es kam häufig zu Kriegen gegen die Nachbarstaaten Armenien und Iberien. Im 4. Jahrhundert wurde durch Armenier das Christentum in der Region eingeführt; die Kirchenliteratur soll vom Heiligen Mesrop Maschtoz im 5. Jahrhundert begonnen worden sein. Nach dem Zerfall des Partherreichs zu Beginn des 3. Jahrhunderts wurde Albania Ende des 4. Jahrhunderts Vasall des Sassanidenreiches.
Die ersten Siedlungen türkischer Volksgruppen auf dem Gebiet des heutigen Aserbaidschan lassen sich seit dem 2. Jahrhundert nachweisen, als dort der frühhunnische Volksstamm der Az auftauchte. Dieser Volksstamm ist möglicherweise auch der Namensgeber des Gebietes, so dass Aserbaidschan Herrschaft der Az bedeutet. Eine andere Namenserklärung leitet den Namen wiederum vom persischen Satz Land des Feuers (Aderbaidjan) ab, der sowohl auf die seit dem Altertum bekannten Petroleum-Vorkommen als auch auf den Zoroastrismus mit seinem Feuerkult verweisen soll.
Ab frühestens dem 4. Jahrhundert siedelten die Sabiren in Aserbaidschan, nördlich des Staates Albania. Die Küste des Landes war ab dieser Zeit Teil des Reichs der Sassaniden, der Landesteil südlich des Kura ab dem 6. Jahrhundert.

## Mittelalter
Zu Beginn des 7. Jahrhunderts bildeten sich im Norden der heutigen Republik Aserbaidschan die Staaten von Lekia und Derbent. 643 fielen die Araber in das Land ein und islamisierten es. Die christliche Kirche verschwand in der Folgezeit. Im 8. Jahrhundert wurde auch Derbent von den Arabern erobert.
Seit 799 existierte der Staat der Schirwanschahs mit der Hauptstadt Şamaxı im Ostteil des Landes vom Kura bis Derbent. Der Staat von Gəncə entstand Ende des 9. Jahrhunderts südlich des Kura im Westen Aserbaidschans. Später entstanden südlich des Kura ein Staat Aserbaidschan und Arrān. Die Reste des Reichs Albania wurden in den 30er Jahren des 9. Jahrhunderts vom georgischen Staat Heretien erobert. Im 9. und 10. Jahrhundert wanderten die Volksstämme der Oghusen in dieses Gebiet ein.
Ab den 1060er Jahren wurde das Gebiet von den Seldschuken abhängig. Es kam zu häufigen Einfällen von seldschukischen Truppen. Nach dem Erstarken von Georgien unterwarfen die Georgier die aserbaidschanischen Staaten von Schirwan, Ran, Gəncə, Lekia und Derbent.
Um 1220 wurde der Süden vom Choresm-Schah erobert, der Norden durch Dschingis Khan. Im Folgejahrzehnt wurde auch der Süden von den Mongolen erobert, nur der Staat der Schirwanschahs konnte als Vasall weiter existieren. Nach 1254 gehörte das Gebiet zum Einflussraum des Ilchan-Reiches. Dieses führte oft Kriege mit dem nördlichen Khanat der Goldenen Horde um die Länder in der Region und verbündete sich dabei mit der nördlich von Aserbaidschan ansässigen Nogaier-Horde. Zu dieser Zeit ließ sich eine geringe Zahl von Mongolen im Land nieder, ging aber in der ansässigen Bevölkerung auf. Die Festung Hanega am Ufer des Flusses Pirsagat stammt aus dieser Zeit.
Nach der Auflösung des Ilchanat 1336 wurde Schirwan unabhängig und umfasste große Teile des heutigen Aserbaidschans, kleinere wurden von Georgien beherrscht. Nach 1390 wurde Aserbaidschan von Timur erobert, der von Samarkand aus ein neues mongolisches Reich errichtete.

## Frühe Neuzeit
Nach dem Tode Timurs 1405 beherrschte die Stammesföderation der Weißen Hammel das heutige Aserbaidschan und die südlicheren Länder, während westlich davon die Schwarzen Hammel herrschten. Von Derbent aus begann der Staat der Schirwanschahs wieder zu erstarken und umfasste einige Jahrzehnte später wieder große Teile des heutigen Aserbaidschan. Zudem entstand der Staat Khanat Karabach. Die Hauptzentren der aserbaidschanischen Kultur damals waren Təbriz (Täbris) und Şamaxı.
Mitte des 15. Jahrhunderts bildete sich die Machtbasis der persischen Safawiden-Dynastie südlich des Flusses Kura am Kaspischen Meer. In Armenien und Persien konnten sich die Schwarzen Hammel durchsetzen. Um 1500 sagten sich die Safawiden von den Schwarzen Hammeln los, eroberten deren Reich und Ismail I krönte sich in Täbris 1502 zum ersten persischen Schah der Safawiden. Diese eroberten auch die Teile Schirwans südlich des Kura und zwangen Karabach, Schirwan und das von Schirwan abgespaltene Khanat Scheki in die Abhängigkeit. Schirwan wurde bald darauf vollständig persische Provinz. Da die Dynastie der Safawiden aserbaidschanischen Ursprungs ist, spielte die Aristokratie und Kultur dieses Landes im persischen Reich eine wichtige Rolle, so wurde die Aserbaidschanische Sprache zur zweiten Amtssprache. Bedeutende Städte der damaligen Zeit im heutigen Aserbaidschan waren Şamaxı und Baku.
Der Einfluss Aserbaidschans in Persien nahm unter der Herrschaft von Abbas I. (1587–1629) ab, die Hauptstadt wurde nach Isfahan verlegt und Aserbaidschan wurde zur Provinz. 1590 gelingt es dem Osmanischen Reich kurzzeitig, Aserbaidschan zu erobern. Teile des Nordens gehen an Dagestan und nur das Khanat Scheki bleibt als osmanischer Vasall bestehen. Im folgenden Jahrzehnt konnte Persien Aserbaidschan zurückgewinnen. Im Laufe des 17. Jahrhunderts kann auch der Norden von Dagestan zurückerobert werden.
Im Jahre 1723 eroberte der russische Zar Peter der Große im ersten Russisch-Persischen Krieg kurzzeitig die Gebiete von Baku und Dərbənd und den Rest der persischen Küste des Kaspischen Meeres. Dabei konnten sich die Khanate Schirwan, Salyan und Scheki von Persien unabhängig machen. Zudem eroberten die Osmanen Naxçıvan. 1736 konnte Nader Schah ganz Aserbaidschan für Persien zurückerobern.
Nach der Ermordung Nadirs 1747 entstanden in den bis dahin zu Persien gehörenden Gebieten Aserbaidschans und Transkaukasiens mehr oder weniger von Persien unabhängige Khanate. Darunter befanden sich im später vom Russischen Reich eroberten Norden Şəki, Şirvan, Baku, Quba, Dərbənd, Talış, Gəncə, Qarabağ, Naxçıvan, İrəvan, Salyan und Cavad. Im heute iranischen Süden waren es Təbriz, Urmiya, Ərdəbil, Xoy, Qaradağ, Sərab, Marağa und Maku. Diese Khanate bekriegten sich oft untereinander und gerieten um 1800 zwischen das wieder erstarkte Persien und das Russische Reich. Daher kam es in Folge zu drei Russisch-Persischen Kriegen. Der Krieg 1796 brachte noch keine Veränderung, aber nach dem Russisch-Persischen Krieg 1804 bis 1814 wurden die Khanate nördlich des Aras außer Naxçıvan und İrəvan im Frieden von Gulistan russische Provinz. Nach dem Russisch-Persischen Kriege 1826/28 kamen auch diese im Frieden von Turkmantschai an das russische Reich. Die im letzten Vertrag festgelegte Grenze trennt noch heute Aserbaidschan (und Armenien) vom Iran.
Ab 1818 siedelten Deutsche aus Württemberg im Land.
In den 1870er Jahren begann man mit der Ausbeutung der Erdölfelder. Die weltweit erste Erschließung einer Ölstätte mit einer technisch modernen Methode erfolgte jedoch bereits im Jahr 1844, als auf Initiative des russischen Ingenieurs F.N. Semjonow die erste Ölquelle mit einem Schlagbohrsystem im Ölfeld Bibi-Heybat im Süden Bakus entdeckt wurde. Die Dokumentation dieses Ereignisses erfolgte von der Zarenregierung erst im Jahre 1848, damit aber immer noch 11 Jahre vor der ersten Erschließung einer amerikanischen Ölquelle durch Edwin Colonel Drake in Pennsylvania im Jahre 1859.

## 20. Jahrhundert

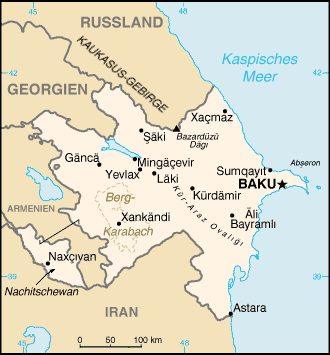
Karte Aserbaidschans

### Unabhängigkeit
Nach dem Zusammenbruch des russischen Zarenreiches und dem fehlgeschlagenen Versuch, zusammen mit Georgien und Armenien eine Transkaukasische Demokratisch-Föderative Republik zu begründen, wurde am 28. Mai 1918 die erste Republik im islamischen Orient, die Demokratische Republik Aserbaidschan (aserbaidschanisch: Demokratik Cumhuriyyəti Azərbaycan), mit der Hauptstadt Gəncə gegründet, die formal von 1918 bis 1920 bestand, aber deren Herrschaftsbereich sich nur auf das nördliche Aserbaidschan beschränkte. Zum ersten Ministerpräsidenten der Republik wurde Fätälikhan Hoylu und zum ersten Präsidenten der Republik der Vorsitzende der aserbaidschanisch-nationalistischen Partei Müsavat („Gleichheit“), Məhəmməd Əmin Rəsulzadə, gewählt.
Baku und der Osten Aserbaidschans wurden zunächst jedoch nicht von der Demokratischen Republik kontrolliert, sondern von der Anfang 1918 errichteten pro-sowjetischen Kommune von Baku. Auf aserbaidschanisch-nationalistische Bestrebungen in ihrem Herrschaftsbereich reagierten die Bolschewiki und die mit ihnen verbündeten armenischen Nationalisten der Daschnakzutjun mit Massakern an der muslimischen Zivilbevölkerung, den sogenannten März-Ereignissen. Als im Sommer 1918 osmanische Truppen auf Baku vorrückten, stürzten die im Rat der Volksbeauftragten vertretenen Menschewiki, Sozialrevolutionäre und Daschnaken die Bolschewiki, um sich an die in Persien stationierten britischen Truppen von General Lionel Dunsterville um Hilfe zu wenden. Sie gründeten die kurzlebige Zentralkaspische Diktatur, die unter britischem Schutz stand. Im September 1918 räumte Dunsterville Baku und überließ es den übermächtigen Osmanen. Diese verübten nun wiederum mit ihren aserbaidschanischen Verbündeten Massaker an den ansässigen Armeniern. Infolge des Waffenstillstands von Moudros kam Baku im November 1918 wieder unter britische Kontrolle.
Im Januar 1920 wurde Aserbaidschan von den Alliierten als unabhängiges Land anerkannt. Eine aserbaidschanische Regierungsdelegation wurde vom US-Präsidenten Woodrow Wilson empfangen und am 11. Januar 1920 erfolgte die offizielle Anerkennung Aserbaidschans durch die USA. Die Rote Armee beendete die Unabhängigkeit Aserbeidschans am 28. April 1920.

### Sowjetrepublik
Die russischen Truppen überschritten die Staatsgrenze zu Aserbaidschan in der Nähe der Stadt Yalama und rückten in das Land vor. Da das Militär der Republik im Westen des Landes auch in Auseinandersetzungen mit armenischen Guerilleros verwickelt war, konnte Baku keinen dauerhaften Widerstand gegen die Rotarmisten leisten. Am 28. April etablierte sich ein russisches Okkupationsregime in Baku. Einige Monate später entstand eine Sowjetrepublik in Aserbaidschan. Sie wurde am 12. März 1922 mit Georgien und Armenien zur Transkaukasischen Föderativen Sowjetrepublik zwangsvereinigt. 
Am 30. Dezember 1922 gründeten die Russische SFSR, die Ukrainische SSR, die Weißrussische SSR und die Transkaukasische SFSR die Union der Sozialistischen Sowjetrepubliken (Sowjetunion, UdSSR).
Nach der russischen Invasion in Nord-Aserbaidschan begannen die Sowjets auch jenseits der iranischen Grenze tätig zu werden. Im iranischen Aserbaidschan rief Scheich Mohammed Chiabani 1920 den aserbaidschanischen Staat Azadistan (Land der Freien) aus. Etwa gleichzeitig bildete sich im östlich angrenzenden Gilan eine Sozialistische Sowjetrepublik Iran. Ohne militärische Unterstützung durch das bolschewistische Russland fanden diese Gebilde durch militärische Maßnahmen der iranischen Regierung unter Reza Khan ein schnelles Ende. Die Sowjetrepublik im iranischen Teil Aserbeidschans existierte nur sechs Monate. 
1936 wurde Aserbaidschan nach der Auflösung der Transkaukasischen SFSR eine unmittelbare Teilrepublik (Unionsrepublik) der UdSSR (Aserbaidschanische Sozialistische Sowjetrepublik). Während der Sowjetisierung Aserbaidschans wurden aserbaidschanische Schulen, die seit dem 17. Jahrhundert existierten, geschlossen und die russische Sprache und Kultur gegenüber der aserbaidschanischen gefördert. Dieser Politik fielen auch Vertreter von Literatur und Kunst zum Opfer, so wurden der Dichter Hüseyn Cavid (1882–1941) und der Schriftsteller Mikayıl Müşfiq unter Stalin ermordet. Der liberale Schriftsteller Elçin bekam in den 1970er Jahren ein Schreibverbot. Der Historiker und Orientalist sowie spätere Präsident Aserbaidschans Abulfaz Eltschibey wurde 1975 interniert. Des Weiteren wurden Moscheen und Synagogen geschlossen.

### Wiederherstellung der Unabhängigkeit
Aufgrund der armenischen Gebietsansprüche und deren Unterstützung durch die armenische Bevölkerung in Bergkarabach beantragte 1988 der dortige Gebietssowjet in Abwesenheit aserbaidschanischer Abgeordneter den Transfer des Gebiets aus aserbaidschanischer in armenische Republikhoheit. Im gleichen Jahr kam es zu anti-armenischen Pogromen in mehreren aserbaidschanischen Städten (siehe Pogrom in Sumgait 1988). Am 23. September 1989 beschloss der Oberste Sowjet Aserbaidschans in Baku im Zuge des einsetzenden Zerfalls der UdSSR das Verfassungsgesetz zur Souveränität Aserbaidschans.
Laut Berichten, die die Tagesschau am 30. Dezember 1989 wiedergab, demonstrierten tausende Menschen Ende Dezember 1989 in Cəlilabad gegen das Machtmonopol der Partei. Beim Polizeieinsatz gegen die Demonstranten soll ein Mensch getötet und 150 verletzt worden sein. Als Reaktion seien am 29. Dezember 1989 Parteifunktionäre und Polizisten aus der Stadt gejagt worden. Im Januar 1990 kam es zu erneuten Kämpfen zwischen Armeniern und Aserbaidschanern. Die UdSSR verhängte den Ausnahmezustand und verlegte ab dem 20. Januar 1990 Truppen nach Aserbaidschan. Die militärische Intervention forderte allein in Baku 170 Todesopfer und ca. 400 verletzte Zivilisten. Der Einmarsch in Baku verlief nach der gleichen Strategie, die das sowjetische Militär ein Jahr zuvor in der georgischen Hauptstadt Tiflis angewandt hatte und ein Jahr später im litauischen Vilnius bei den Januarereignissen in Litauen 1991 wiederholte.
Nach dem gescheiterten Augustputsch in Moskau rief Aserbaidschan am 30. August 1991 seine Unabhängigkeit aus und wurde Mitbegründer der „Gemeinschaft Unabhängiger Staaten“ (GUS). Erster Präsident des wieder unabhängigen Aserbaidschan war Ayaz Mütəllibov (18. Oktober 1991 bis 14. Mai 1992), der in einer unfreien Wahl als einziger Kandidat 98,5 % der Stimmen erhielt. Erster frei gewählter Präsident war der Anführer der Volksfront Aserbaidschans Abulfaz Eltschibey (7. Juni 1992 bis 25. Juni 1993), der in den Wahlen vom 7. Juni 1992 60,9 % der Stimmen erhielt. Seine Präsidentschaft endete ebenso wie die seines Vorgängers bald unter dem für Aserbaidschan schlecht verlaufenden offenen Krieg gegen Armenien um Bergkarabach in einem Staatsstreich 1993, der den ehemaligen Geheimdienstler und KP-Chef Heydər Əliyev an die Macht brachte. Seine Präsidentschaft wurde im Oktober 1993 in einer Wahl bestätigt. Mit seiner von ihm gegründeten Staatspartei „Neues Aserbaidschan“ bemühte er sich um gute Beziehungen zu Russland, der Türkei und den USA, aber auch um gute Nachbarschaft mit dem Iran.
Seit 1993 wurden verschiedene Parteien gegründet. Zu den wichtigsten unter diesen zählen die Volksfront Aserbaidschans, Müsavat Partiyası (Gleichheitspartei), die Aserbaidschanische Mutterlandpartei, die Nationale Unabhängigkeitspartei, Partei Neues Aserbaidschan (YAP) und die Aserbaidschanische Demokratische Partei (ADP). Während innerer Unruhen wurde im Süden Aserbaidschans die kurzlebige Autonome Talysch-Mugan-Republik ausgerufen.
1995 wurde eine Verfassung angenommen, die ein präsidentielles Regierungssystem konstituiert. Mit mehreren Führungswechseln und Putschversuchen erwies sich die politische Lage in Aserbaidschan seit 1991 als instabil, was auch mit dem Bergkarabachkonflikt zusammenhängt.

## 21. Jahrhundert
2002 wurde İlham Əliyev zum Nachfolger seines Vaters im Amt des Präsidenten bestimmt und bei als manipuliert kritisierten Wahlen 2003 vom Volk bestätigt.
2012 fand der Eurovision Song Contest in der Hauptstadt Baku statt; die Veranstaltungsarena Bakı Kristal Zalı wurde eigens dafür errichtet. Aserbaidschan rückte durch diese Großveranstaltung in die Aufmerksamkeit europäischer Medien; dabei wurden die Zustände im Land, insbesondere das autoritäre Regime, vielfach kritisiert.
2020 gewann Aserbaidschan den Krieg um Bergkarabach mit Unterstützung der Türkei. 2783 aserbaidschanische Soldaten fielen, über Hundert sind verschollen.
Bei der Offensive Aserbaidschans gegen Arzach im September 2023 eroberte Aserbaidschan Bergkarabach, worauf die Armenier flohen.
Mitte November 2024 ist das Land in seiner Hauptstadt Gastgeber der 29. UN-Klimakonferenz (COP 29).